# Josef Federer
Josef Federer (* 19. April 1921 in Fronberg (Schwandorf); † 6. September 2014) war ein deutscher Politiker (SPD). Von 1966 bis 1990 war er Bürgermeister von Mühldorf am Inn.

## Leben
Der Sohn eines Lokführers wuchs in Fronberg, Ingolstadt und Mühldorf auf. Während einer Ausbildung bei der Landkrankenkasse wurde Federer als Soldat im November 1939 eingezogen. Er diente im Zweiten Weltkrieg in Frankreich und Russland als Oberleutnant. Am 19. März 1945 geriet er in amerikanische Kriegsgefangenschaft. Anfang Mai 1946 wurde er entlassen und kehrte nach Mühldorf zurück. Bis 1966 arbeitete er bei der Ortskrankenkasse. Er war von 1966 bis 1990 Bürgermeister der Stadt Mühldorf. Bei der Wahl 1966 war er als SPD-Kandidat für das Bürgermeisteramt krasser Außenseiter. Er löste mit seinem Amtsantritt Hans Gollwitzer, nach dem während Federers Amtszeit eine Straße benannt wurde, ab.  Zudem wurde in Federers Amtszeit Gollwitzer die Ehrenbürgerwürde Mühldorfs erneut verliehen. 1972 verhinderte er die Anstellung Adolf Martin Bormanns als Lehrer der gewerblichen Verbandsberufsschule in Mühldorf. Sein Nachfolger war Günther Knoblauch.
Josef Federer wurde mit Beschluss vom 3. Mai 1990 die Ehrenbürgerschaft der Stadt Mühldorf verliehen.